# Рублёвка (Северо-Казахстанская область)
Рублёвка (каз. Рублёвка) — село в Аккайынском районе Северо-Казахстанской области Казахстана. Село входит в состав Аралагашского сельского округа. Код КАТО — 595833300. 
К западу отсела находится озеро Аксуат.

## Население
В 1999 году численность населения села составляла 1055 человека (524 мужчины и 531 женщина). По данным переписи 2009 года, в селе проживало 812 человек (406 мужчин и 406 женщин).